# 罗塞-弗吕昂
罗塞-弗吕昂（法語：Roset-Fluans，法語發音：[ʁozɛ flyɑ̃]）是法国杜省的一个市镇，属于贝桑松区。该市镇于1822年由原市镇罗塞（Roset）和弗吕昂（Fluans）合并而成。

## 地理
罗塞-弗吕昂（47°9'48"N, 5°49'33"E）面积8.28 平方千米，位于法国勃艮第-弗朗什-孔泰大區杜省，该省份为法国东部内陆省份，北起上索恩省，西接汝拉省，东部及东南部与瑞士接壤，东北部与贝尔福地区省接壤。
与罗塞-弗吕昂接壤的市镇（或旧市镇、城区）包括：圣维特、奥塞勒-鲁泰勒、维拉尔圣乔治、库尔特方丹、萨朗。

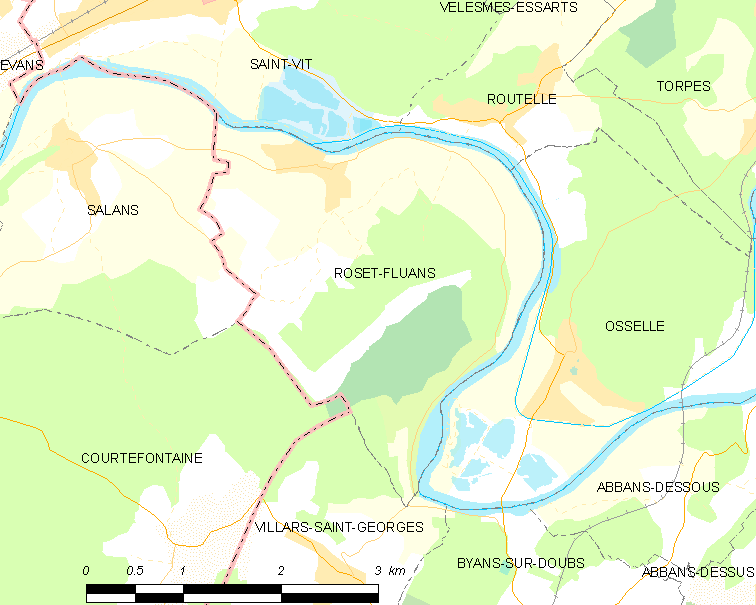
罗塞-弗吕昂的OSM定位图

罗塞-弗吕昂的时区为UTC+01:00、UTC+02:00（夏令时）。

## 行政
罗塞-弗吕昂的邮政编码为25410，INSEE市镇编码为25502。

## 政治
罗塞-弗吕昂所属的省级选区为圣维特县。

## 人口

1962-2008年间罗塞-弗吕昂人口变化图示

罗塞-弗吕昂于2022年1月1日时的人口数量为578人。